# Ана адонай
Ана адонай (Анна Адонай, от др.-евр. אנא יהוה‬) в талмудическом иудаизме — молитва. Также может быть частью иных молитв. Первоначально служила для вызывания дождя в Ханаане. Ныне входит в состав галеля (псалмы 112—117) и поют в виде антифона в ашкеназских, сефардских, караимских общинах по праздникам и новомесячьям. Является начальным восклицанием пяти пиютов, которые поют йеменские евреи в Суккот.

## Текст
Молитва состоит из двух полустиший, каждое полустишие содержит по четыре слова, каждое полустишие содержит пятнадцать букв еврейского алфавита:

О, Господи, спаси же!

О, Господи, споспешествуй же!
Оригинальный текст (иврит)אנא יהוה הושיעה נא‬
אנא יהוה הצליחה נא‬
— Пс. 117:25
В арамейском переводе (таргуме) этому стиху придано аггадическое толкование:

«Молим Тебя, Господи, сейчас!» — сказали каменщики.
«Молим Тебя, Господи, дай же нам процветание сейчас!» — сказали Иессей и жена его.
Оригинальный текст (иврит)בבעו מנך יהוה כדון אמרו ארדיכליא בבעו מנך יהוה אצלח כדון ישי ואנתתיה
— Арамейский перевод псалма 117:25
Сейчас стих Пс. 117:25 разделён на пару полустиший, каждое из которых произносят дважды, а предыдущие четыре стиха и последующие четыре стиха — дважды. Структура современной молитвы напоминает восьмисвечник, который зажигают на Хануку.

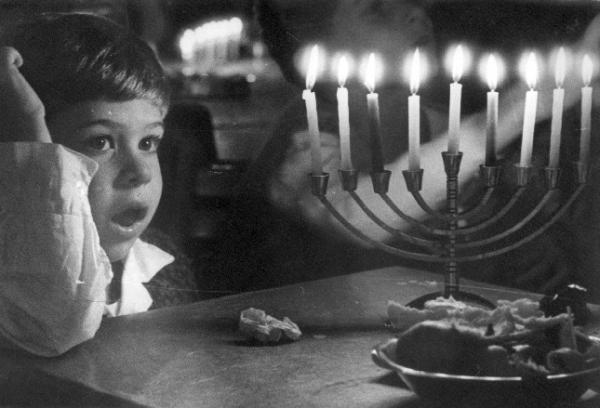
Еврейский мальчик и ханукия

Славлю Тебя, что Ты услышал меня и соделался моим спасением.

Камень, который отвергли строители, соделался главою угла.

Это от Господа, и есть дивно в очах наших.

Сей день сотворил Господь, возрадуемся и возвеселимся в оный!

О, Господи, спаси же! О, Господи, споспешествуй же!

Благословен грядущий во имя Господне! Благословляем вас из дома Господня.

Бог — Господь, и осиял нас; вяжите вервями жертву, ведите к рогам жертвенника.

Ты — Бог мой, буду славить Тебя; Ты — Бог мой, буду превозносить Тебя.

Славьте Господа, ибо Он благ, ибо вовек милость Его.
— Пс. 117:25
Первое полустишие рефрена «О, Господи, спаси же!» на арамейском языке слилось во фразу «осанна», которой в Евангелиях евреи приветствовали, въезжающего верхом на ослёнке Иисуса Христа, как царя Израильского (Ин. 12:13; Мк. 11:9; Мф. 21:9; Лк. 19:38).

## Богослужебное использование
Во время произнесения молитвы «Ана адонай» ашкеназы производят ритуальные движения лулавом. Также входит в состав литургической песни во время праздника Симхат Тора.
Сефарды всегда произносят молитву «Ана адонай» перед богослужением.
У йеменских евреев молитва «Ана адонай» служит частью пяти пиютов во время праздника Суккот в начале пения Хошанота на Хошана раба, которые поют во время хода вокруг бимы семь раз, совершаемой общиной с пальмовыми ветвями в руках.
У караимов молитва «Ана адонай» является началом утреннего богослужения во время праздника Йом-кипур, которое состоит из многочисленных библейских стихов, в центре которого — Шма.